# 坂本薫俊
坂本 薫俊（さかもと しげとし、1910年1月10日 - 2003年11月5日）は、日本の経営者。ホシザキの創業者。

## 来歴・人物
島根県出身。1931年に神戸高等工業学校を卒業。1947年に星崎電機(現在のホシザキ)を創立し、社長に就任。1984年11月に勲三等瑞宝章を受章。
2003年11月5日に心不全のために死去。93歳没。